# Antoine Kohn
Antoine « Spitz » Kohn, né le 1er novembre 1933 à Luxembourg et mort le 24 novembre 2012 dans la même ville, est un footballeur puis entraîneur luxembourgeois.
Formé à la Jeunesse d'Esch avec qui il débute en 1949, il remporte deux titres de champion du Luxembourg en 1951 et en 1954. Il joue ensuite notamment au Karlsruher SC, au Fortuna '54 et au FC Twente où il termine sa carrière en 1968. Il compte sept sélections pour un but inscrit en sélection luxembourgeoise.
Devenu entraîneur, il dirige principalement le FC Twente avec qui il gagne la Coupe des Pays-Bas en 1977 et est finaliste de la Coupe UEFA en 1975.

## Biographie
En tant qu'attaquant, Antoine Kohn joue au Luxembourg (AS La Jeunesse d'Esch), puis en RFA (Karlsruher SC), en Suisse (FC Bâle) et joua durablement aux Pays-Bas (Fortuna '54 et FC Twente). Il remporte deux fois le championnat luxembourgeois et une coupe du Luxembourg, et deux coupes d'Allemagne consécutives (1955 et 1956).
Antoine Kohn est international luxembourgeois à sept reprises (1953-1965) pour un but inscrit. Sa première sélection est honorée lors des éliminatoires de la Coupe du monde 1954, contre la France, en septembre 1953. Il inscrit son premier et unique but à la 6e minute, le seul lors des éliminatoires pour le Luxembourg. Sa dernière sélection est honorée en septembre 1965, qui se solda par une défaite contre les yougoslaves (2-5).
Il entraîne essentiellement aux Pays-Bas (FC Twente, Go Ahead Eagles et Ajax Amsterdam) avec une escapade en Belgique (FC Bruges), remportant une Coupe des Pays-Bas en 1977 et est finaliste de la Coupe UEFA en 1975.
Il meurt le 24 novembre 2012.

## Clubs

### En tant que joueur
- 1949–1954 : AS La Jeunesse d'Esch
- 1954–1958 : Karlsruher SC
- 1958–1959 : FC Bâle
- 1959–1963 : Fortuna '54
- 1963–janvier 1964 : Sportclub Enschede
- janvier 1964–1965 : Fortuna '54
- 1965–1968 : FC Twente

### En tant qu'entraîneur
- 1972–septembre 1979 :  FC Twente
- 1980–1981 :  Go Ahead Eagles
- 1981-septembre 1981 :  FC Bruges
- novembre 1982–1983 :  FC Twente
- 1988 :  Ajax Amsterdam (intérim)
- 1988–1989 :  Ajax Amsterdam (intérim)

## Palmarès

### En tant que joueur
- Championnat du Luxembourg de football
  - Champion en 1951 et en 1954
- Coupe du Luxembourg de football
  - Vainqueur en 1954
- Coupe d'Allemagne de football
  - Vainqueur en 1955 et en 1956
- Championnat d'Allemagne de football
  - Vice-champion en 1956

### En tant qu'entraîneur
- Coupe des Pays-Bas de football
  - Vainqueur en 1977
  - Finaliste en 1975 et en 1979
- Championnat des Pays-Bas de football
  - Vice-champion en 1974 et en 1989
- Coupe UEFA
  - Finaliste en 1975